# عدنان بشيتش
عدنان بشيتش (بالسلوفينية: Adnan Bešić)‏ هو لاعب كرة قدم سلوفيني في مركز الهجوم، ولد في 28 مارس 1991 في بوستوينا في سلوفينيا. شارك مع منتخب سلوفينيا تحت 17 سنة لكرة القدم ومنتخب سلوفينيا تحت 19 سنة لكرة القدم ومنتخب سلوفينيا تحت 21 سنة لكرة القدم. أما مع النوادي، فقد لعب مع نادي أولمبيا ليوبليانا ونادي دومجاله.